# Evelyn Pierrepont, II duca di Kingston-upon-Hull
Evelyn Pierrepont, II duca di Kingston-upon-Hull (Nottingham, 1711 – Nottingham, 23 settembre 1773), è stato un generale e nobile inglese.

## Biografia
Unico figlio di William Pierrepont, conte di Kingston-upon-Hull (1692–1713) e di sua moglie, Rachel Bayntun (1695–1722), Evelyn Pierrepont nacque a Holme Pierrepont Hall, presso Nottingham, nel 1711.
Suoi nonni paterni furono Evelyn Pierrepont, I duca di Kingston-upon-Hull e sua moglie Mary Feilding, una delle figlie di William Feilding, III conte di Denbigh, mentre i suoi nonni materni furono Elizabeth Willoughby e Thomas Bayntun di Little Chalfield, Wiltshire, o forse il suo amante John Hall di Bradford-on-Avon. Nel 1726, morto il padre, il giovane Evelyn succedette a suo nonno nei titoli di famiglia, ereditando Thoresby Hall.
Pierrepont studiò all'Eton College nel 1725, e l'anno successivo intraprese un Grand Tour in Europa, trascorrendo dieci anni nel continente dove divenne noto per la sua vita dissoluta e per la sua smodata passione per le scommesse. Nel 1736 tornò in Inghilterra con la sua amante, la francese Marie-Thérèse de Fontaine de la Touche, la quale divenne suddito inglese e rimase con lui sino al 1750. Il duca manifestò sempre ben poco interesse per la politica e non si interessò agli affari di governo.
Quando scoppiò la rivolta giacobita del 1745, organizzò un reggimento col quale prese parte alla battaglia di Culloden, raggiungendo poi il rango di generale.
Fu descritto da Horace Walpole come "un uomo molto debole, ma di grande bellezza" e come "una delle persone più gradevoli in Inghilterra".
L'8 marzo 1769, Pierrepont sposò Elizabeth Chudleigh alla Keith's Chapel nella parrocchia di St George's, Hanover Square, Westminster, ma il loro matrimonio venne giudicato poi bigamo dal momento che la ragazza aveva segretamente sposato Augustus Hervey, III conte di Bristol nel 1744. Morì nel 1773 senza eredi e con lui si estinse il suo titolo. Alla morte della moglie nel 1788, i possedimenti dei Pierrepont passarono a Charles Medows, figlio di lady Frances. la sorella del II duca. Charles Medows cambiò il proprio cognome in Pierrepont nel 1796 e, nel 1806, fu nominato primo conte Manvers.

## Ascendenza
|                                                  |                |                                        | Genitori                            |  |  | Nonni |  |  | Bisnonni          |  |  | Trisnonni |
|                                                  |                |                                        |                                     |  |  |       |  |  | Robert Pierrepont |  |  |           |
|                                                  |                |                                        |                                     |  |  |       |  |  |                   |  |  |           |
|                                                  |                |                                        |                                     |  |  |       |  |  |                   |  |  |           |
| Evelyn Pierrepont, I duca di Kingston-upon-Hull  |                |                                        |                                     |  |  |       |  |  |                   |  |  |           |
|                                                  |                | Elizabeth Evelyn                       | John Evelyn                         |  |  |       |  |  |                   |  |  |           |
|                                                  |                | Elizabeth Evelyn                       | John Evelyn                         |  |  |       |  |  |                   |  |  |           |
|                                                  |                | Elizabeth Evelyn                       | Mary Browne                         |  |  |       |  |  |                   |  |  |           |
| William Pierrepont, conte di Kingston-upon-Hull  |                | Elizabeth Evelyn                       |                                     |  |  |       |  |  |                   |  |  |           |
|                                                  |                | William Feilding, III conte di Denbigh | George Feilding, I conte di Desmond |  |  |       |  |  |                   |  |  |           |
|                                                  |                | William Feilding, III conte di Denbigh | George Feilding, I conte di Desmond |  |  |       |  |  |                   |  |  |           |
|                                                  |                | William Feilding, III conte di Denbigh | Bridget Stanhope                    |  |  |       |  |  |                   |  |  |           |
| Mary Feilding                                    |                | William Feilding, III conte di Denbigh |                                     |  |  |       |  |  |                   |  |  |           |
|                                                  |                | Mary King                              | Robert King                         |  |  |       |  |  |                   |  |  |           |
|                                                  |                | Mary King                              | Robert King                         |  |  |       |  |  |                   |  |  |           |
|                                                  |                | Mary King                              | Frances Folliott                    |  |  |       |  |  |                   |  |  |           |
| Evelyn Pierrepont, II duca di Kingston-upon-Hull |                | Mary King                              |                                     |  |  |       |  |  |                   |  |  |           |
|                                                  | Edward Bayntun | Edward Bayntun                         |                                     |  |  |       |  |  |                   |  |  |           |
|                                                  | Edward Bayntun | Edward Bayntun                         |                                     |  |  |       |  |  |                   |  |  |           |
|                                                  | Edward Bayntun | Elizabeth Maynard                      |                                     |  |  |       |  |  |                   |  |  |           |
| Thomas Bayntun                                   | Edward Bayntun |                                        |                                     |  |  |       |  |  |                   |  |  |           |
|                                                  |                | Stuarta Thynne                         | Thomas Thynne                       |  |  |       |  |  |                   |  |  |           |
|                                                  |                | Stuarta Thynne                         | Thomas Thynne                       |  |  |       |  |  |                   |  |  |           |
|                                                  |                | Stuarta Thynne                         | Stuarta Balquanquill                |  |  |       |  |  |                   |  |  |           |
| Rachel Bayntun                                   |                | Stuarta Thynne                         |                                     |  |  |       |  |  |                   |  |  |           |
|                                                  |                |                                        |                                     |  |  |       |  |  |                   |  |  |           |
|                                                  |                |                                        |                                     |  |  |       |  |  |                   |  |  |           |
|                                                  |                |                                        |                                     |  |  |       |  |  |                   |  |  |           |
| Elizabeth Willoughby                             |                |                                        |                                     |  |  |       |  |  |                   |  |  |           |
|                                                  |                |                                        |                                     |  |  |       |  |  |                   |  |  |           |
|                                                  |                |                                        |                                     |  |  |       |  |  |                   |  |  |           |
|                                                  |                |                                        |                                     |  |  |       |  |  |                   |  |  |           |
|                                                  |                |                                        |                                     |  |  |       |  |  |                   |  |  |           |